# Isoviitmossa
Isoviitmossa (Sphagnum isoviitae) är en bladmossart som beskrevs av Kjeld Ivar Flatberg 1992. Enligt Catalogue of Life ingår Isoviitmossa i släktet vitmossor och familjen Sphagnaceae, men enligt Dyntaxa är tillhörigheten istället släktet vitmossor och familjen Sphagnaceae. Arten är reproducerande i Sverige. Inga underarter finns listade i Catalogue of Life.